# La 12ª notte (film 1996)
La 12ª notte (o La dodicesima notte) (Twelfth Night: Or What You Will) è un film del 1996 diretto da Trevor Nunn dall'omonima opera di Shakespeare.

## Trama
Viola e Sebastian, fratelli gemelli, si trovano su una nave che naufraga. Entrambi credono che l'altro sia perito nel naufragio, così, dopo essere approdata in una terra straniera, Viola indossa gli abiti del fratello e prende le sembianze di Cesario, per essere ammessa al servizio di Orsino, duca d'Illiria, innamorato della contessa Olivia, che però non lo ricambia. Olivia ha perduto di recente un fratello e il lutto è una "scusa" per evitare l'assidua presenza di Orsino. Orsino manda così Cesario dalla contessa, che si innamora a prima vista del giovane. Le cose si complicano quando sir Toby, cugino di Olivia, fa credere a sir Andrew e a Malvolio, maggiordomo della donna, che ella è innamorata di uno di loro.

## Produzione
Prodotto dalle società BBC Films, Circus Films, Fine Line Features, Renaissance Films e Summit Entertainment.

## Distribuzione

### Data di uscita
- Canada 6 settembre 1996[1]
- Stati Uniti d'America, Twelfth Night  25 ottobre 1996
- Inghilterra, Twelfth Night  25 ottobre 1996
- Svezia, Trettondagsafton 25 dicembre 1996
- Francia 15 gennaio 1997
- Australia 23 gennaio 1997
- Spagna, Noche de reyes o lo que queráis 5 febbraio 1997
- Germania, Was ihr wollt 3 aprile 1997
- Danimarca 18 aprile 1997
- Turchia 11 luglio 1997
- Portogallo, Noite de Reis 24 ottobre 1997
- Brasile 21 novembre 1997
- Argentina, Noche de reyes 27 novembre 1997
- Estonia 1º maggio 1998

## Accoglienza

### Critica
"Pellicola deliziosa la cui ricostruzione cinematografica lascia respiro all'eleganza dei personaggi".